# Laportea canadensis
Espèce
Laportea canadensis, la laportéa du Canada ou ortie du Canada, est une espèce de plantes à fleurs de la famille des Urticacées. C'est une plante vivace herbacée bien connue pour ses tiges munies de poils urticants, qui provoquent une irritation de la peau similaire à celle de l'ortie.

## Caractéristiques
La plante se caractérise par de larges feuilles ovées à nervures bien évidentes. Les feuilles sont alternes, dentées et nettement pétiolées. La plante s'élève à environ 75 cm au-dessus du sol. Les tiges sont couvertes de poils urticants. En été, la plante émet une grande inflorescence verdâtre.

## Écologie
Cette espèce est présente au Canada, entre la Saskatchewan et les provinces maritimes. Elle semble absente dans l'ouest et au nord du pays.
Elle forme de grands massifs denses, généralement dans les bois marécageux ou dans les boisés en bordure des rivières, souvent en présence de l'érable argenté ou de l'érable rouge. Le couvert est parfois si dense qu'aucune autre plante ne se développe sous elle.